# 查繼佐
查繼佐（1601年—1676年），初名繼佑，初字三秀，更字友三，號伊璜，又號與齋，別號東山釣史、釣玉，浙江杭州府海寧縣人，明末清初學者。

## 生平
查繼佐為查大宗之子，生於明萬曆二十九年（1601年）七月四日。家貧多病，崇禎六年（1633年）中舉人。明亡後，隨魯王朱以海到紹興，授兵部職方司主事，在浙東地區率軍抗擊清軍。監國魯元年（1646年）清軍攻佔紹興，隱居海寧硤石東山萬石窩，改號為左尹非人。監國魯七年（1652年）於西湖覺覺堂講學，旋至杭州鐵冶嶺之敬修堂講學，從學者眾，人稱敬修先生。
康熙二年（1663年），捲入南潯莊廷鑨私刻《明史》案，列名參校，下獄論死，後因提早自首而免罪，與范驤、陸圻等三人皆獲救。遂縱情聲色。晚年喜寫梅，於康熙十五年元月二十日戌時去世，年七十六。

## 著作
著有《罪惟錄》、《國壽錄》、《魯春秋》、《東山國語》、《班漢史淪》、《續西廂》等。

## 爭議
有證據顯示查繼佐是《明史》案檢舉者。道光以後陳康祺於《郎潛紀聞》中推斷查繼佐應負主要責任，實在是違背“虎兕出于柙，龜玉毁于櫝”，則守土者不得推諉其過的原理。清初谷應泰《明史紀事本末》對其記載則略為平恕公允。當事人陸圻的女兒陸莘行則提到其父等三人曾向學官自首。《范氏記私史事》一書提到周亮工勸另一位當事人范驤檢舉明史案一事：“刻书列参评常事也，曷以知其祸而检举焉。得故周栎园先生语余父曰偶见庄氏书，载闯逆入宫有禅表，下注龚鼎孳手笔。且言合肥（龚鼎孳）慕大范老子久以未获一识为恨事，望速检举日后好相见也。但为首查某为人反复勿使知可耳。”
傳言查繼佐曾濟助發跡前的吳六奇，後者因此在案發後營救前者，但是真實情況卻並非如此。《查继佐年譜》裡，查繼佐本人亦否認有此事，說：“葛如，方布衣野走，世传余有一饭之恩，怀之而思报。其实无是也。是则公在时已传其事，故公为之辨。”乾隆時诗论家吴骞也认为此傳聞事不可靠。